# بنما سيتي
بنما ستي (بالإنجليزية: Panama City)‏ هي مدينة أمريكية تقع في ولاية فلوريدا. تبلغ مساحة هذه المدينة 91.8 (كم²)، ويبلغ عدد سكانها 36484 نسمة حسب إحصاء سنة 2010 م 36484. تشير إحصاءات سنة 2000م بأن الكثافة السكانية في هذه المدينة تقدر بـ(auto) نسمة/كم2 

## توأمة
لبنما سيتي اتفاقيات توأمة مع كل من:
- ماردة
- ماردة [الإنجليزية]‏

## أعلام
- جاك فرانكلين
- كيني سيف
- دبليو. فرد تورنر
- باول دبليو. إيري
- كاري هين
- آدم كول
- كارولين ميرفي
- توم شيلدز

## وصلات خارجية
- Panama City official website
- Panama City Beach Convention and Visitors Bureau
- Panama City, Florida's history with tropical systems from hurricanecity.com
- Historic newspapers for Panama City in the Florida Digital Newspaper Library including the Panama City Pilot